# Teotihuacán
Teotihuacán (nahuatl: „Rodno mjesto bogova”) je bio najveće gradsko središte Srednje Amerike tijekom klasičnog razdoblja pretkolumbovske Amerike (200. – 700. god.); s populacijom od 200.000 stanovnika bio je jedan od najvećih gradova na svijetu u to vrijeme. Nalazi se u meksičkoj saveznoj državi México, samo 45 km sjeveroistočno od Mexico Cityja. U njemu se nalaze neke od najvećih piramida i stambenih kompleksa pretkolumbovske Amerike, organiziranih oko slavne „Avenije mrtvih”, s dobro sačuvanim zidnim slikama i jedinstvene narančaste lončarije koja se proširila cijelom Srednjom Amerikom. Zbog toga je upisan na UNESCO-ov popis mjesta svjetske baštine u Sjevernoj Americi 1987. godine.

## Povijest

### Osnutak
Arheolozi bilježe pet različitih etapa gradnje grada. Prvi je put naseljen u kasnom razdoblju formiranja (600. – 200. pr. Kr.), a tijekom konačnog razdoblja formiranja (200. pr. Kr. - 200.) prošao je velik programa renoviranja da bi se uklopio u uzorak rešetke oko Avenije mrtvih. U 1. st. pr. Kr. vulkan Xitle, koji se nalazi u blizini Mexico City-ja, je iznenada erumpirao i lavom duboko zatrpao i potpuno devastirao obližnji grad Cuicuilco koji je napušten i do danas tek djelomice iskopan jer ga je lava poprilično progutala. Uništena su i druga manja gradska središta, rijeke su popriječene, a usijevi uništeni. Za drevne stanovnike toga područja bio je to sudnji dan i bijes srditih bogova. Tražeći sigurno mjesto mnogi smatraju kako su preživjeli došli upravo na područje budućeg Teotihuacana, iako nije poznato zašto upravo tamo. U novom su gradu osnivači prinijeli golemu žrtvu bogovima; od vulkanskog materijala koji im je ubio najbliže i uništio gradove, sagradili su vlastite vulkane - piramide.

### Vrhunac i pad carstva
Teotihuacan je uspostavio veliko, ali slabo poznato, carstvo koje je postalo prva američka velesila. Na vrhuncu je bio u 5. st. i pretpostavlja se kako je imao oko 200.000 stanovnika, te mu na zemlji nije bilo ravnog. Stari Egipat je odavno propao, Stara Grčka je izbijedljela, a Stari Rim su poharali barbari, Europom je zavladalo mračno doba, a Teotihuacan je bio na vrhuncu slave. O njemu se znalo daleko na sjeveru, te na jugu barem do Hondurasa i obala obaju oceana. Najnovija istraživanja pokazuju da je grad ekonomski i vojno dominirao cijelom Srednjom Amerikom. Održavao se točnim određivanjem vremena pomoću zvijezda. Kako je grad sve više dominirao srednjom amerikom, vladari su gradili sve veće piramide koje su predstavljale vrhovne simbole bogatstva i moći. Zanimljivo je da je Teotihuacan jedini grad staroga vijeka s trajnim nastambama za obične građane. Potvrden je i kult ljutskog žrtvovanja. Njegovo oruđe od opsidijana, keramike i arhitektonski stilovi pronađeni su u mnogim dijelovima Meksika, te na jugu do gradova Maya (Tikal, Copan i dr.).
Ipak, Teotihuacan je stigao do dramatičnog kraja postojanja oko 650. godine kada je njegovo središte izgorjelo i bilo napušteno. Činjenica je da su nakon toga procvali gradovi El Tajin, Xochicalco, Monte Alban, Palenque i Chichen Itza, ali nema dokaza o njihovoj umiješanosti u propasti Teotihuacana. Asteci, koji su mnogo kasnije zavladali ovim prostorima, nisu imali pojma tko ga je izgradio i zašto je napušten, a ta zagonetka još uvijek nije riješena. Samo je neki stravičan događaj mogao pretvoriti velebnu metropolu u grad duhova. Periferija grada je još bila naseljena, iz čega slijedi kako je uništenje moglo biti rezultat svađe izneđu naroda i birokracije koja je nametala prevelike poreze. Neki znanstvenici smatraju da je grad osvojila najezda barbarskih naroda, ali ne postoje arheološki dokazi koji bi potvrdili da je na tom području u to vrijeme postojala dovoljno jaka sila da osvoji i spali Teotihuacán, čak i ako je bio iznutra oslabljen.
Bila je to kultura koja je gotovo tisuću godina dominirala Amerikom, a onda je propala, ali je za sobom ostavila naslijeđe koje svi možemo vidjeti. Čak i nakon smrti grada njegov se utjecao nastavio širiti Amerikom. Ostalo je samo na milijune kamenja i divovski spomenici ljudima izgubljenima u vremenu. Bio je to jedinstven grad koji je težio skladu i redu, a po prvi put u povijesti američkih kontinenata ljudi su živjeli u metropoli. Pad Teotihuacana ostaje jedan od najvećih misterija srednjoameričke arheologije. Ova je zagonetna civilizacija, za koju se nekoć mislilo da je utjelovila raj na zemlji, možda bila izvorište krvavih obreda koja su preuzela kasnija carstva; teotihuacanski bogovi postali su astečki bogovi.
Prije gotovo pet stotina godina Hernan Cortes je projahao na udaljenosti od pet kilometara pored nekoliko manjih brežuljaka obraslim divljim raslinjem. Nije ni slutio što se ispod nje krije: Teotihuacan, najsenzacionalniji velegrad starog Meksika. O gradu znamo vrlo malo te on predstavlja zagonetku jer njegovi graditelji nisu ostavili gotovo ni traga. Divovske piramide su još jedino što svjedoči o negdašnjem velegradu i civilizaciji koja je izrasla iz ništavila, zauzela vodeće mjesto na svojemu kontinentu te iščezla. Ovaj grad su prije 2.000 godina izgradili ljudi koji su davno nestali u mitovima i legendama. Teotihuacan je uspomena koja skriva tajne koje okružuju uspon i pad jedne o najmoćnijih i najmanje shvaćenih civilizacija drevnog svijeta.

## Arhitektura
U Teotihuacánu je od samih početaka postojao točan i konačan plan gradnje koji je za vrijeme kasnijih proširenja grada strogo štovan. Grad je izgrađen kako bi pobudio strahopoštovanje, a površina mu nadmašuje carski Rim. Postao je sveto mjesto i hodočasnici su u njega dolazili iz svih dijelova teotihuacanskog carstva. Od osnutka oko 1. st., pa do pada nakon gotovo sedam stoljeća, Teotihuacan je bio najveći grad Zapadne polutke i jedan od najvećih u cijelom svijetu.
Avenija mrtvih proteže se duž više od 16 km, a orijentirana je 16 stupnjeva istočno od sjevera, što je značajan položaj iz astronomskih razloga. Luksuzan je to put, sdesna i slijeva ukrašen piramidama i platformama hramova. U smjeru sjevera avenija ima pad od trideset metara tako da će promatrač s juga podleći optičkoj varci kako ta velebna ulica vodi prema nebu. Tako je ostalo do danas: onaj tko se nalazi na donjem kraju ulice vidi beskonačno stubište s ravnomjernim stepenicama koje se na kraju stapaju s Mjesečevom piramidom. Nasuprot tome, gledano od mjesečeve piramide vidimo samo ravnu ulicu-kao da je neka nevidljiva ruka uklonila sve stepenice.
Na sjevernom kraju avenije je Piramida Mjeseca, na početku širokog trga na kojem su bile administrativne zgrade, uključujući i Palaču pernatog leptira. Ulica mrtvih završava pred Mjesečevom piramidom, kompleksom koji se uzdiže u obliku stubišta s osnovnom plohom površine 150 x 200 metara. To je nešto više od dvostruke veličine nogometnog igrališta. Građevina se uzdiže na pet terasa, do kojih se dolazilo ogromnom pregradom, a visina joj je četrdeset i četiri metra. U sredini široko stubište vodi do najgornje platforme na kojoj se nekada davno nalazio hram. Ona je manja od Sučeve iramide i sagrađena je nešto kasnije, ali još u vrijeme razdoblja Teotihuacana I., i time jedna od najstarijih u zemlji.
Na sredini avenije je još veća Piramida Sunca koja je ujedno i najmonumentalnija građevina u Teotihuacanu. Kvadratnog je tlocrta veličine 222 x 256 metara i dvadeset je metara viša od Mjesečeve piramide. Usprkos tome, kad se pogleda s najviše platforme dobiva se dojam kako se Sunčeva i Mjesečeva piramida jednake visine. Optička varka nastaje zbog nagiba Ulice mrtvih. Ona je po obujmu veća od Keopsove piramide u Gizi, no zbog terasaste građe i manje strmine nije ni približno tako visoka. Njenu visinu od 70 m nadmašuje samo Cholula piramida koja je u ruševinama. Za njenu gradnju bilo je potrebno 2,5 milijuna tona kamena i to bez kola s kotačima ili teretnih životinja, kao i bez uporabe metalnog alata, jer ni jedno ni drugo stare meksičke kulture nisu poznavale. Divovske su piramide danas tek sivi ostaci nekadašnje slave Teotihuacana. Naime, nekad su svi zidovi svake zgrade bili ožbukani, a potom živo obojeni. Grad je bio sjajnocrven.
Blizu južnog kraja je tzv. „utvrda”, zatvoreni trg okružen platformama hrama. Unutar trga je Hram pernate zmije, a iza te zgrade bila su dva stambena prostora koja su mogla biti prvotne rezidencije gradskih vladara. Hram pernate zmije je izvanredna građevina koja, kao i druge piramide u ovom gradu, pruža dokaze da je građena u nekoloko navrata. Ova građevina je bogato ukrašena glavamai bareljefima pernate zmije. Perjem ukrašene zmije izvijaju se preko friza koji se proteže oko hrama, a maske, demonska bića i zmijska tijela gmižu oko podnožja hrama.

## Religija i državno ustrojstvo
Novija istraživanja unutar Piramide Mjeseca otkrivaju zanimljive pojedinosti o gradskom ustrojstvu i religiji. Ljudske kosti, neuredno razbacane, strše iz zemlje, radi se o nenormalnom pokopu, pokojnicima je odrubljena glava, ruke su svezane iza leđa, ovdje se dogodilo nešto mučno i nasilno. Nalaz se uklapa u sliku vojno nastrojenog grada. Neke od ovih ljudskih žrtava su žive obezglavljene, a druge ubijene s nekoliko udaraca u glavu. Pronađeni su deseci obredno žrtvovanih ljudi i životinja. Bogove srednjoameričke mitologije trebalo je hraniti, a hrana su im bili ljudi. Valuta za uspiješnost grada je bila ljudska krv. Sada je uvriježeno misljenje kako se vodilo mnogo ratova, a ratne zarobljenike koji su zarobljeni u bitkama se obredno žrtvovalo.

### Tajanstveni vladari
Tajanstvena civilizacija nije ostavila knige i pismo. Danas čak ne znamo kako su se zvali, kojim su jezikom govorili, pa čak ni gdje su im sahranjeni vladari. Mnogi smatraju da se kraljevske grobnice nalaze u drugoj po veličini piramidi u gradu, Mjesečevoj piramidi, ali za to još uvijek nema konkretnih dokaza jer još niti jedna takva grobnica nije pronađena.
Jedini trag o vladarima Teotihuacana nam pružaju Mayanski spisi iz Tikala u Guatemali koji možda govore o jednom od sjenovitih vladara. Vladar po imenu Atlatl Cauac osvojio je Tikal, ubio njegova vladara Chak Toh Ich’aka I. („Jaguarovu šapu”) te na prijestolje postavio svojega rođaka Nun Yax Ayina.

### Mitovi kasnijih naroda
U doba Asteka Teotihuacan je već bio u ruševinama. Oni su vjerovali kako je to mjesto bilo nekoć bilo ukopno mjesto njihovih starih bogova. Barem su ostavili mit o nastanku Teotihuacana. Oni su gradu nadijenuli i ime Teotihuacan, što znači "Grad bogova" i uz nalazište vezali svoju mitologiju. Asteci su vjerovali kako su se na kraju prethodnog razdoblja bogovi u tami okupili u Teotihuacanu i odlučili koji će od njih postati novo sunce što obasjava svijet. 
Prema jednom od mitova, drski bog Tecuciztecatl se dobrovoljno javio, dok su ostali bogovi izabrali skromnog, starijeg Nanahuatzina kao drugog takmaca. Izgrađena je velika pogrebna lomača i Tecucuztecatl je pozvan da u nju skoči. Prvi kandidat nije smogao hrabrosti za osobnu žrtvu, pa su bogovi zamolili Nanahuatzina da učini isto. On je odmah potrčao i skočio u vatru. Vidjevši to, Tecuciztecatl je smogao hrabrosti i također se bacio na lomaču, osramoćen jer ga je pretekao njegov skromni protivnik. No, to nije bio kraj; obojica su se ponovno rodili poput ptice feniks. Nanahuatzin je postao novi bog Sunca, Tonatiuh, a Tecucuztecatl je postao Mjesec. Nažalost, Sunce se nije kretalo nebom već je stajalo nepokretno na istočnom horizontu. Tonatiuh je zatražio podaničku vjernost i krv ostalih bogova prije nego krene na svoj put nebeskim svodom. Nakon vijećanja bogovi su pristali i jedan po jedan dozvolili da im Quetzalcoatl izvadi srca. Ojačan ovom krvavom žrtvom Tonatiuh je postao Nahui Ollin, Sunce Kretanja.
Veza ovog astečkog mita i nalazišta u Teotihuacanu nikada nije objašnjena, no moguće je da su tamošnja događanja uključivala veliki, krvavi ritual. Čini se prihvatljivim mišljenje da je napušteni grad postao svetište Asteka i drugih naroda.

## Vanjske poveznice
- Teotihuacán at Sacred Destinations
- Did Teotihuacanos Migrate to Southeastern U.S.?  Arhivirana inačica izvorne stranice od 8. lipnja 2011. (Wayback Machine)
- Satellite View of Teotihuacán - at WikiMapia = Google maps + wiki
- MesoAmerican Photo Archives: Teotihuacán  Arhivirana inačica izvorne stranice od 8. studenoga 2008. (Wayback Machine)
- Piramida smrti  Arhivirana inačica izvorne stranice od 2. svibnja 2007. (Wayback Machine)
- Teotihuacan-Grad bogova  Arhivirana inačica izvorne stranice od 24. ožujka 2007. (Wayback Machine)
- Teotihuacan